# Amphoe Tha Muang
Amphoe Tha Muang (Thai: อำเภอท่าม่วง) ist ein Landkreis (Amphoe – Verwaltungs-Distrikt) im südlichen Teil der Provinz Kanchanaburi. Die Provinz Kanchanaburi liegt im Westen der Zentralregion von Thailand an der Grenze nach Myanmar. 

## Geographie
Die benachbarten Landkreise sind (von Norden im Uhrzeigersinn): die Amphoe Dan Makham Tia, Mueang Kanchanaburi, Bo Phloi, Phanom Thuan und Tha Maka der Provinz Kanchanaburi, sowie die Amphoe Ban Pong und Chom Bueng der Provinz Ratchaburi.
Die wichtigste Wasser-Ressource ist der Mae Nam Mae Klong (Mae-Klong-Fluss). Das Stauwehr Mae Klong, das den Mae Klong aufstaut, liegt ebenfalls in diesem Landkreis.

## Geschichte
Die Gegend von Tha Muang war bereits während der Eisenzeit besiedelt, wie archäologische Ausgrabungen belegen. Bei Ausgrabungen im Jahr 1969 wurden die frühesten Glasringe auf thailändischen Boden gefunden, die auf das 4. Jahrhundert datiert werden. Daneben gibt es eine Vielzahl von Hinweisen auf die Verarbeitung von Eisen und auf eine materielle Kultur, die derjenigen von Funan (im heutigen Südvietnam) nahestand.
Der Kreis Tha Muang wurde 1898 unter dem Namen Tai (ใต้ – südlich) eingerichtet, der erste Bezirksvorsteher hieß Chom (ชม). Als später die Einwohner des Bezirks nach Süden zum Wat Si Loha Rat Bamrung zogen, wurde der Name in Wang Khanai (วังขนาย) geändert. Im Jahre 1941, als Phra Woraphak Phibun Bezirksvorsteher war, wurde der Name erneut in Tha Muang abgeändert, nach dem Namen des zentralen Tambon.

## Verwaltung

### Provinzverwaltung
Der Landkreis Tha Muang ist in 13 Tambon („Unterbezirke“ oder „Gemeinden“) eingeteilt, die sich weiter in 120 Muban („Dörfer“) unterteilen.
| Nr.  | Name        | Thai      | Muban | Einw.  |
| ---- | ----------- | --------- | ----- | ------ |
| 01.  | Tha Muang   | ท่าม่วง     | 05    | 14.323 |
| 02.  | Wang Khanai | วังขนาย    | 07    | 08.097 |
| 03.  | Wang Sala   | วังศาลา    | 10    | 11.804 |
| 04.  | Tha Lo      | ท่าล้อ      | 06    | 10.399 |
| 05.  | Nong Khao   | หนองขาว   | 13    | 08.898 |
| 06.  | Thung Thong | ทุ่งทอง     | 08    | 08.587 |
| 07.  | Khao Noi    | เขาน้อย    | 08    | 05.128 |
| 08.  | Muang Chum  | ม่วงชุม     | 05    | 05.842 |
| 09.  | Ban Mai     | บ้านใหม่    | 11    | 07.324 |
| 010. | Phang Tru   | พังตรุ      | 09    | 08.711 |
| 011. | Tha Takhro  | ท่าตะคร้อ   | 07    | 03.763 |
| 012. | Rang Sali   | รางสาลี่    | 15    | 06.840 |
| 013. | Nong Tak Ya | หนองตากยา | 16    | 08.299 |

### Lokalverwaltung
Es gibt eine Kommune mit „Stadt“-Status (Thesaban Mueang) im Landkreis:
- Kanchanaburi (Thai: เทศบาลเมืองกาญจนบุรี) bestehend aus Teilen des Tambon Tha Lo sowie aus Tambon und Teilen von Tambon des benachbarten Amphoe Mueang Kanchanaburi.

Es gibt neun Kommunen mit „Kleinstadt“-Status (Thesaban Tambon) im Landkreis:
- Nong Ya Dok Khao (Thai: เทศบาลตำบลหนองหญ้าดอกขาว) bestehend aus Teilen des Tambon Nong Khao.
- Muang Chum (Thai: เทศบาลตำบลม่วงชุม) bestehend aus dem kompletten Tambon Muang Chum.
- Tha Muang (Thai: เทศบาลตำบลท่าม่วง) bestehend aus Teilen des Tambon Tha Muang.
- Samrong (Thai: เทศบาลตำบลสำรอง) bestehend aus Teilen des Tambon Phang Tru.
- Nong Khao (Thai: เทศบาลตำบลหนองขาว) bestehend aus Teilen des Tambon Nong Khao.
- Nong Tak Ya (Thai: เทศบาลตำบลหนองตากยา) bestehend aus Teilen des Tambon Nong Tak Ya.
- Wang Khanai (Thai: เทศบาลตำบลวังขนาย) bestehend aus dem kompletten Tambon Wang Khanai.
- Tha Lo (Thai: เทศบาลตำบลท่าล้อ) bestehend aus Teilen des Tambon Tha Lo.
- Wang Sala (Thai: เทศบาลตำบลวังศาลา) bestehend aus dem kompletten Tambon Wang Sala.

Außerdem gibt es acht „Tambon-Verwaltungsorganisationen“ (องค์การบริหารส่วนตำบล – Tambon Administrative Organizations, TAO)
- Tha Muang (Thai: องค์การบริหารส่วนตำบลท่าม่วง) bestehend aus Teilen des Tambon Tha Muang.
- Thung Thong (Thai: องค์การบริหารส่วนตำบลทุ่งทอง) bestehend aus dem kompletten Tambon Thung Thong.
- Khao Noi (Thai: องค์การบริหารส่วนตำบลเขาน้อย) bestehend aus dem kompletten Tambon Khao Noi.
- Ban Mai (Thai: องค์การบริหารส่วนตำบลบ้านใหม่) bestehend aus dem kompletten Tambon Ban Mai.
- Phang Tru (Thai: องค์การบริหารส่วนตำบลพังตรุ) bestehend aus Teilen des Tambon Phang Tru.
- Tha Takhro (Thai: องค์การบริหารส่วนตำบลท่าตะคร้อ) bestehend aus dem kompletten Tambon Tha Takhro.
- Rang Sali (Thai: องค์การบริหารส่วนตำบลรางสาลี่) bestehend aus dem kompletten Tambon Rang Sali.
- Nong Tak Ya (Thai: องค์การบริหารส่วนตำบลหนองตากยา) bestehend aus Teilen des Tambon Nong Tak Ya.